# St. Marien (Wädenswil)

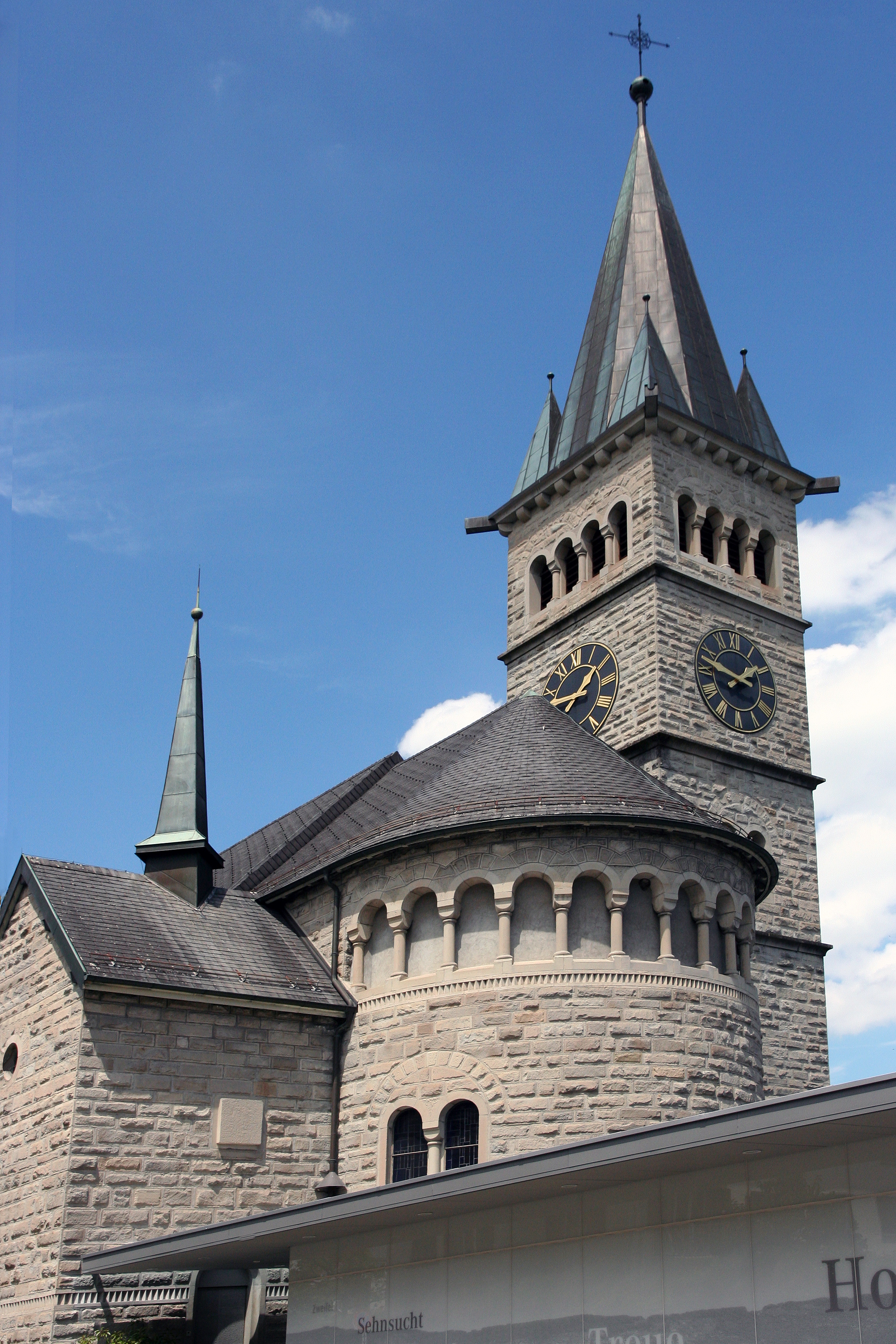
Kirche St. Marien

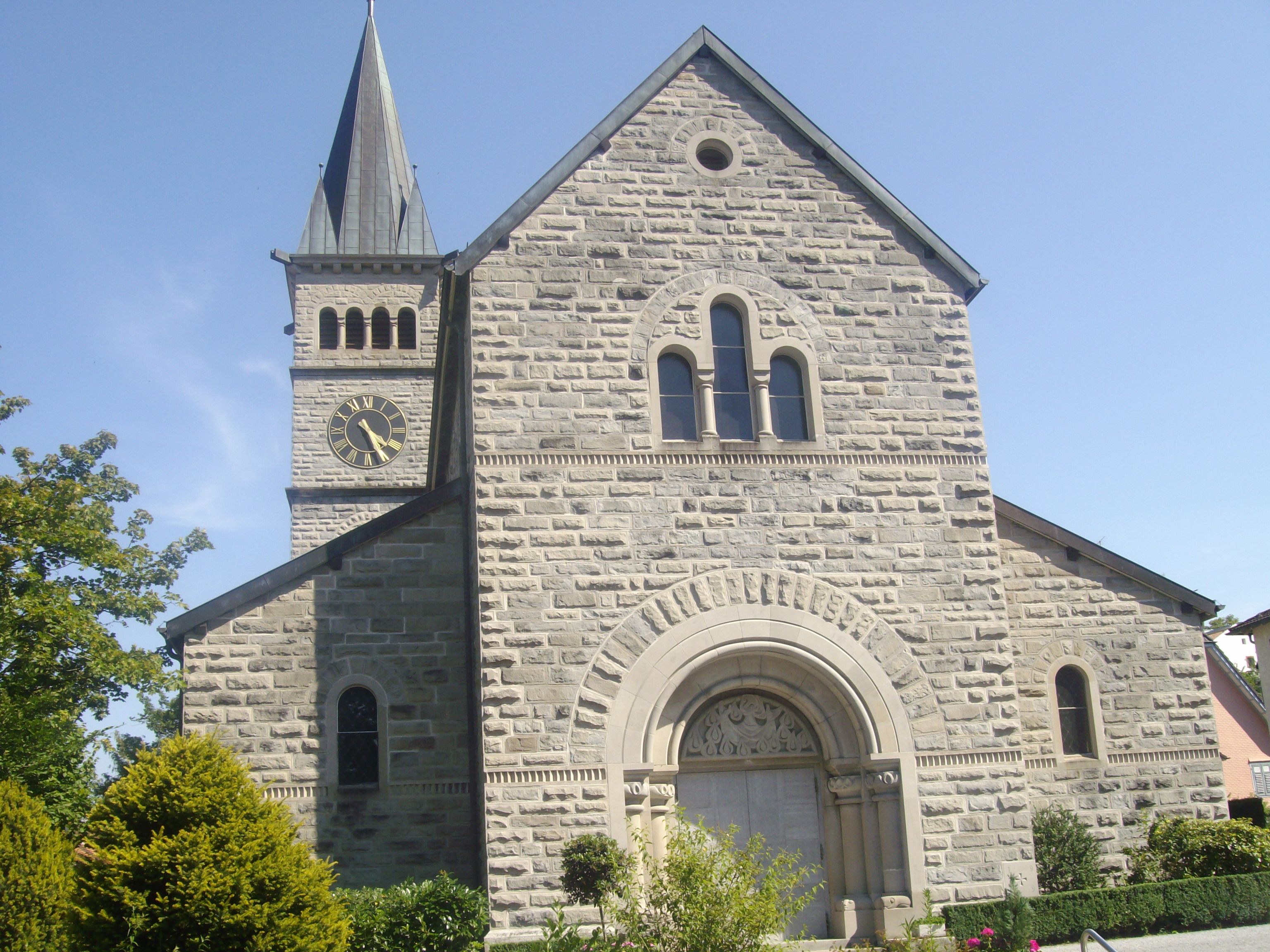
Ansicht von Nordwesten

Die katholische Pfarrkirche St. Marien in Wädenswil ist ein neuromanischer Sakralbau.

## Vorgeschichte und Namensgebung
Im Jahr 1265 wurde die mittelalterliche Kirche von Wädenswil erstmals urkundlich erwähnt. Grabungen haben jedoch eine bereits ältere, karolingische Kapelle nachgewiesen. Diese wurde später durch eine romanische und schliesslich durch eine gotische Kirche ersetzt. Der gotische Kirchturm bestand bis zum Umbau der Kirche nach der Reformation im Jahr 1637 bis 1638. Eigen und Patronat der mittelalterlichen Kirche lagen zunächst bei den Herren von Wädenswil. 1270 veräusserte Jakob Mülner von Zürich das Patronat an das Kloster Wettingen, 1291 wurde es den Johannitern von Wädenswil verkauft. Diese hatten 1287 durch den Verkauf der Herrschaft Wädenswil an die Johanniter zu Bubikon in Wädenswil ihre Kommende errichten können. 1549 gelangte das Patronat zusammen mit der Herrschaft Wädenswil an die Stadt Zürich. Als ab dem Jahr 1523 in Zürich die Reformation durchgeführt wurde und diese auch in den Untertanengebieten umgesetzt werden sollte, verweigerten sich die Bewohner von Wädenswil zunächst, sich dem neuen Glauben anzuschliessen. Der Rat von Zürich setzte daraufhin Druck auf, sodass auch in Wädenswil die Reformation durchgeführt wurde. Die mittelalterlichen Altäre verblieben aber in der Kirche bis zur Mitte des 16. Jahrhunderts, als das Patronat der Kirche von der Stadt Zürich angekauft wurde.
Die mittelalterliche Kirche von Wädenswil war Unserer Lieben Frau geweiht, war also eine Marienkirche, deren Patrozinium die heutige katholische Pfarrkirche aufgreift.

## Entstehungs- und Baugeschichte
Ab der Reformation war der katholische Gottesdienst in den Zürcherischen Gebieten verboten. Das Toleranzedikt von 1807 erlaubte es den Katholiken, jedoch örtlich beschränkt auf die Stadt Zürich, erstmals wieder katholische Gottesdienste zu feiern. Die Niederlassungs- und Religionsfreiheit der Helvetischen Republik und später des schweizerischen Bundesstaates hatten zur Folge, dass sich erste Katholiken aus der Zentral- und Ostschweiz, aber auch aus dem nahen, katholisch geprägten Ausland in Wädenswil niederliessen. Im Jahr 1860 zählte Wädenswil bereits 251 Katholiken, welche vorwiegend zur Pfarrei St. Verena in Wollerau kirchgenössig waren. Als 1865 in Horgen mit der späteren Pfarrei St. Josef die erste linksufrige Missionsstation eröffnet wurde, konnten die Katholiken von Wädenswil in Horgen die Gottesdienste besuchen. 1881 feierte Pfarrer Bosshard aus Horgen im alten Eidmattschulhaus den ersten katholischen Gottesdienst seit der Reformation auf Wädenswiler Boden. 1888 kaufte eine Collectif-Gesellschaft, bestehend aus dem Dekan von Winterthur, Johann Melchior Zürcher-Deschwanden (dem Initiant des Hilfswerks Inländische Mission) sowie fünf Wädenswiler Katholiken, ein Wohnhaus, das in der Ostecke des heutigen Rosenmattparks gestanden hatte, sowie 2435 Quadratmeter Land in der Eidmatt. In einem Teil des Wohnhauses wurde eine Notkapelle für 200 Personen eingerichtet. Die Wädenswiler Missionsstation wurde zunächst von den Patres des Klosters Einsiedeln betreut. 1890 gründeten die Katholiken von Wädenswil einen Kirchenbauverein, der noch im gleichen Jahr an der Etzelstrasse den Baugrund für die Kirche erwerben konnte. 1892 wurde Wädenswil zum Pfarrvikariat von St. Josef Horgen ernannt und erhielt einen eigenen Seelsorger, der die Patres vom Kloster Einsiedeln ablöste. 1895 wurde Wädenswil zur eigenständigen Pfarrei ernannt und betreute fortan auch Richterswil und Schönenberg. Die katholische Gemeinde Richterswil wurde 1916 zur selbständigen Pfarrei Heilige Familie Richterswil und diejenige von Schönenberg im Jahr 1924 zur Pfarrei Heilige Familie Schönenberg.

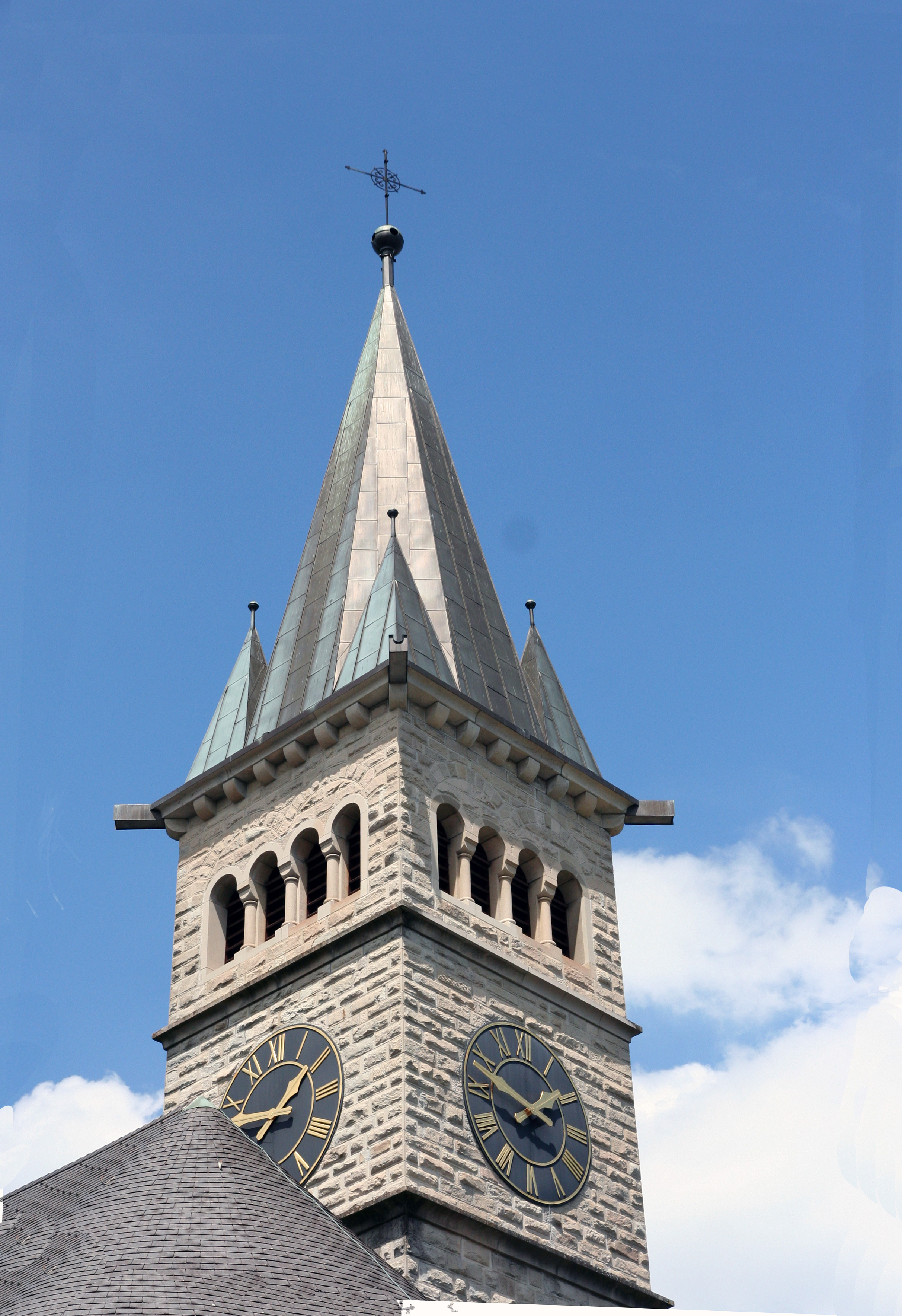
Kirchturm

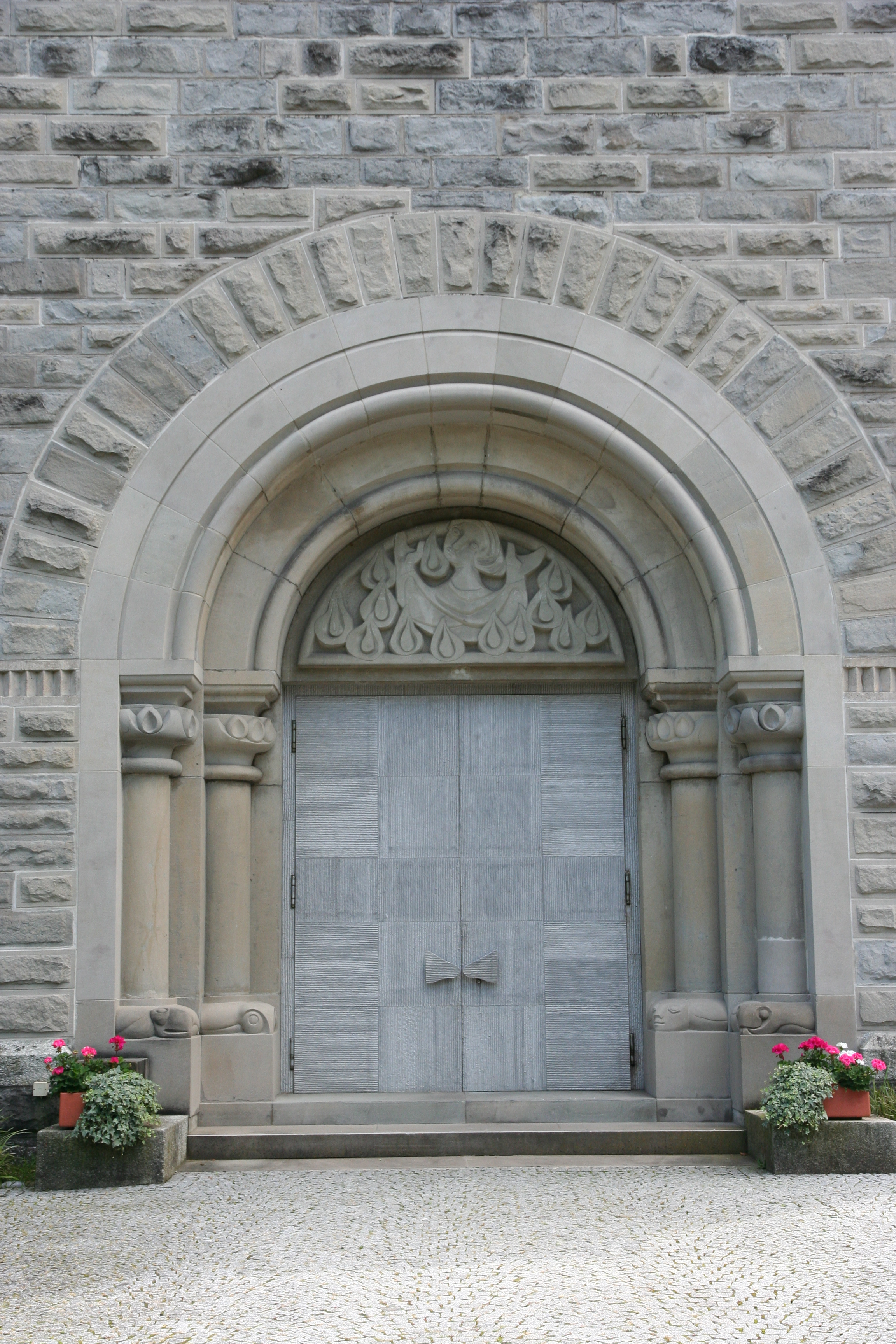
Portal

1894 wurde der Bau der heutigen Kirche St. Marien angegangen. Da sich das Komitee des Kirchenbauvereins Wädenswil weder über den Baustil noch die Wahl eines Architekten einigen konnte, wurde Pater Albert Kuhn aus dem Kloster Einsiedeln als Experte beigezogen. Nachdem zunächst Heinrich Viktor Segesser von Brunegg als Architekt bestimmt worden war, dieser aber wenig Interesse für diese Aufgabe zeigte, ernannte das Komitee Ende 1895 August Hardegger als Architekten für den Bau der Kirche. Als Vorbild für die Kirche von Wädenswil sollte die 1894 bis 1895 in Schwanden GL von Hardegger umgebaute Kirche dienen. Um den Kirchbau zu finanzieren, wurde neben dem Vereinsvermögen auch der Erlös durch den Verkauf der Liegenschaft mit der Notkapelle hinzugezogen. Weiteres Geld kam durch Spenden und Stiftungen zusammen. Noch vor dem Bau der Kirche wurde entschieden, gleich nach der Vollendung der Kirche den Bau des Pfarrhauses anzugehen. In den Jahren 1896 bis 1897 wurde durch Architekt August Hardegger die 800-plätzige Marienkirche errichtet. Am 18. Juli 1897 segnete der bischöfliche Archivar Noser von Chur die Kirche ein. 1898 wurde das Pfarrhaus gebaut, in den Jahren 1898 und 1901 erhielt die Kirche eine erste künstlerische Ausgestaltung. 1934 wurde die Kirche renoviert, wobei die Innenausstattung verändert wurde. In den Jahren 1958 bis 1960 wurde in einem Anbau an das Pfarrhaus der Etzel-Saal mit Bühne und Nebenräumen erstellt. 1959 und 1969 wurde die Fassade der Kirche verändert und renoviert. 1972 bis 1973 fand eine umfassende Innenrenovation der Pfarrkirche durch Architekt Josef Riklin statt. Die künstlerische Gestaltung stammt von Albert Schilling, Arlesheim und von Pater Xaver Ruckstuhl vom Kloster Engelberg statt. In den Jahren 1999 bis 2000 wurde der Etzelsaal um ein Foyer erweitert. Über dem Saal wurde ein zweites Geschoss errichtet, welches verschiedenen Gruppenräumen und Sitzungszimmern Platz bietet. In den Jahren 2012 bis 2013 erfolgte ein Um- und Ausbau des historischen Pfarrhauses, das wegen des Denkmalschutzes nicht durch einen Neubau ersetzt werden konnte.
Die Pfarrei Hirzel-Schönenberg-Hütten wurde im Rahmen des Anschlusses der Dörfer an die Gemeinden Horgen und Wädenswil ebenfalls aufgeteilt. Per 1. Januar 2020 ist die Kirchgemeinde Wädenswil für die Kirchen Hl. Familie Schönenberg und  St. Jakobus Hütten verantwortlich ist, während die Kirchgemeinde Horgen auch für die Kirche St. Antonius (Hirzel) zuständig ist. Mit ihren 6'472 Mitgliedern (Stand 2021) ist die Kirchgemeinde Wädenswil eine der grösseren katholischen Kirchgemeinden des Kantons Zürich.

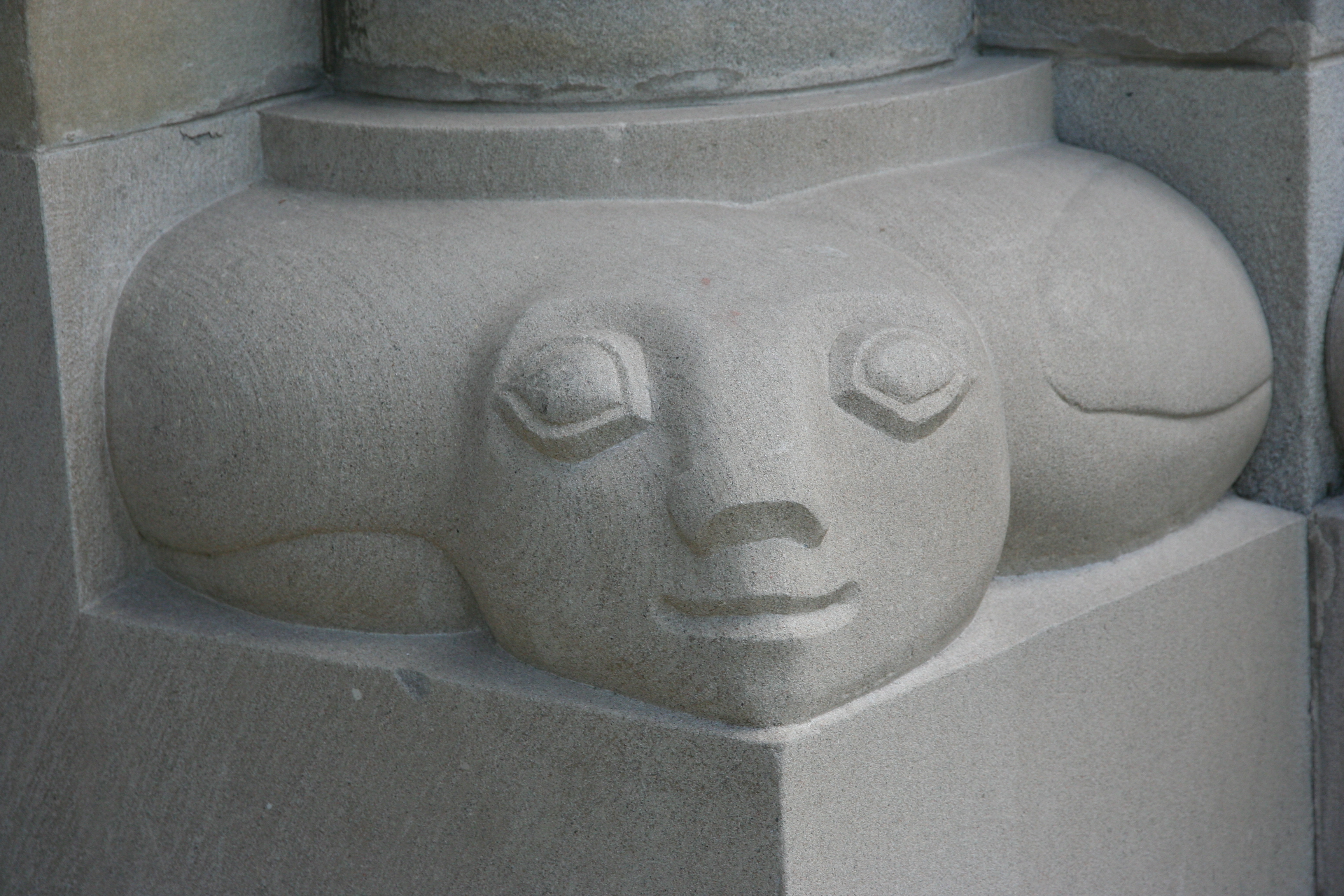
Neuromanisches Portal, Detail
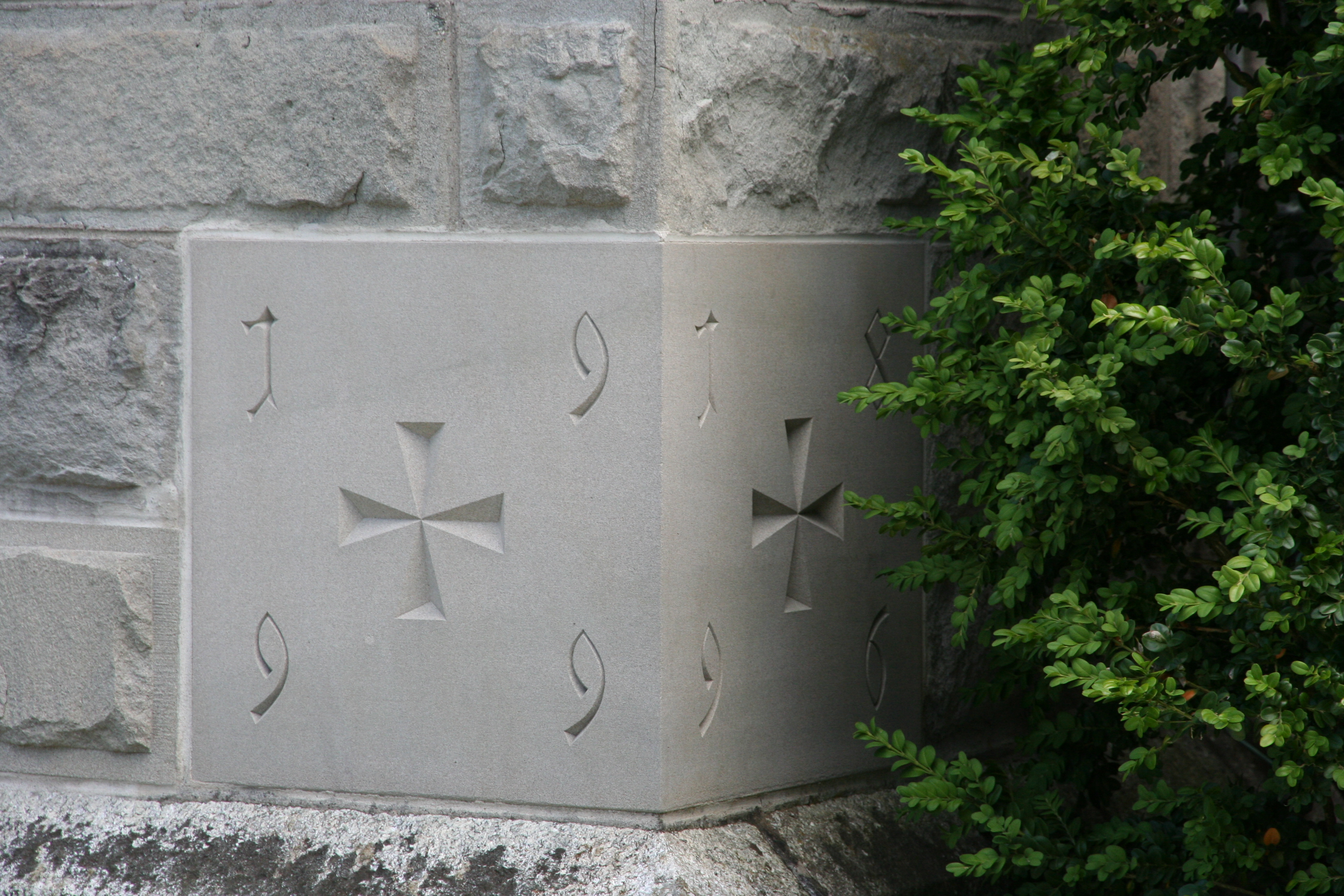
Grundstein
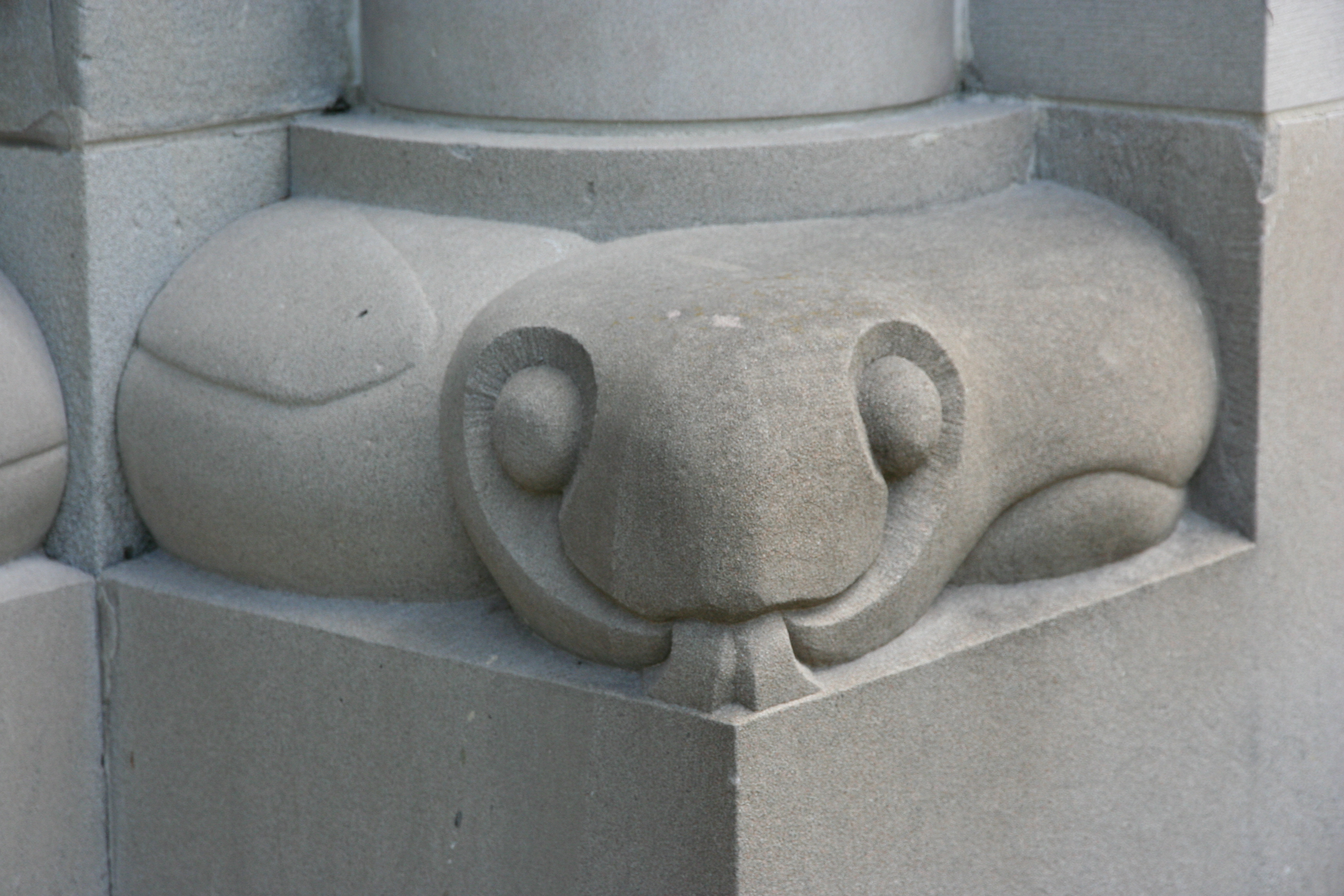
Schlange

## Baubeschreibung

### Kirchturm und Äusseres
Die dreischiffige Basilika St. Marien steht an der Etzelstrasse und ist im neuromanischen Stil gehalten. Sie verfügt über einen halbrunden Chorabschluss mit einer Arkadenreihe auf der Aussenseite. Der Chor wird von einem Glockenturm mit Spitzturmhelm und einer mit Dachreiter bekrönten Sakristei flankiert. Die Fassade ist mit kleinen Rundbogenfenstern versehen. Die Aussenwände sind mit Bollinger Sandstein verkleidet. Im Jahr 1903 wurden vier Glocken in den Turm aufgezogen, welche von der Giesserei H. Rüetschi, Aarau stammen und die Tonfolge e, fis, a und cis aufweisen. Im Jahr 1903 erhielt der Turm zudem seine Turmuhr, welche von der Firma Johann Mannhardt, München stammt.

### Innenraum und künstlerische Ausstattung

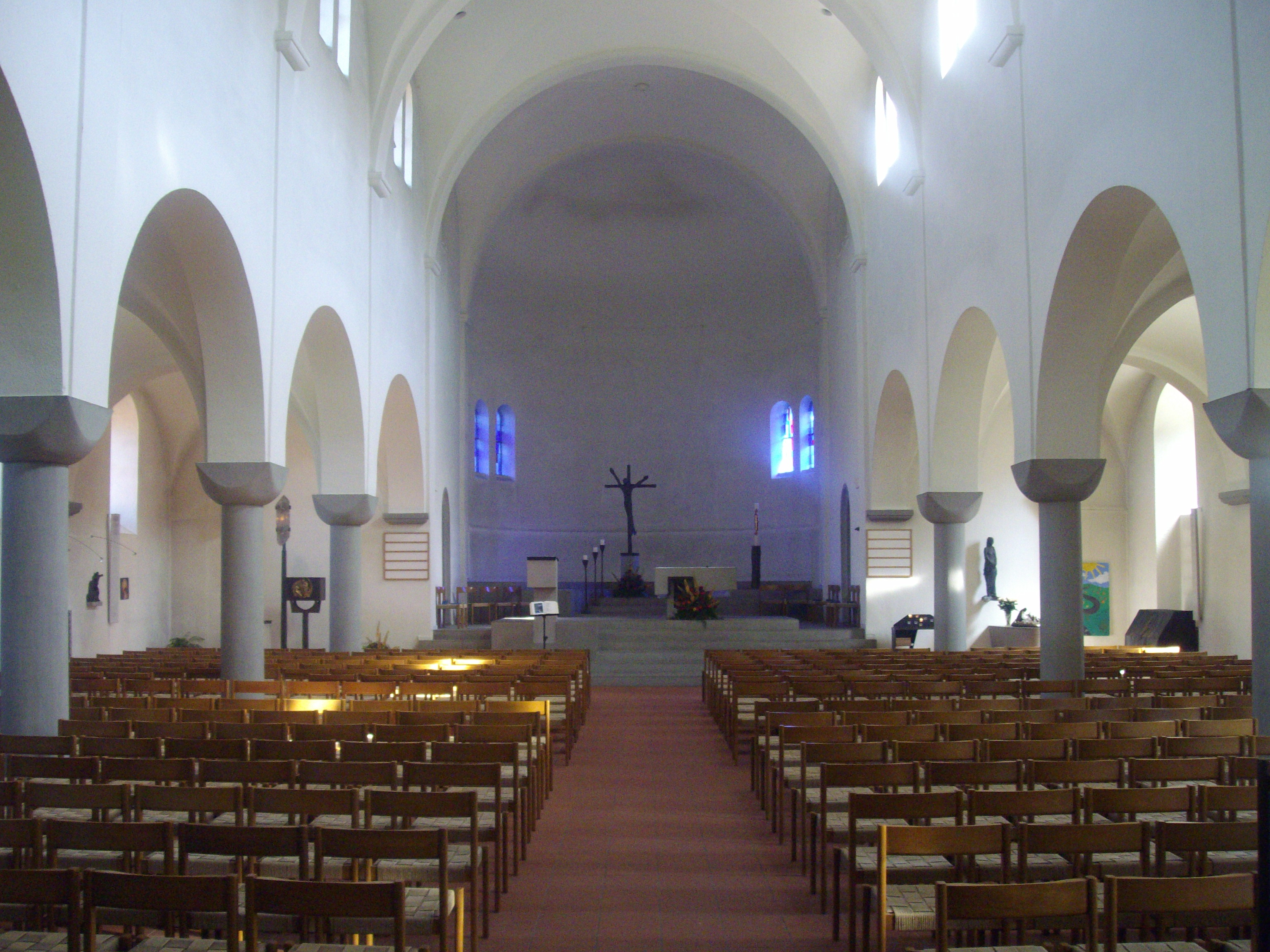
Innenansicht mit Chor

#### Ausstattung von 1901 bis 1972
In den Jahren 1898 und 1901 erhielt die Kirche ihre erste neuromanische Ausstattung: ein Hochaltar von Johann Nepomuk Neumann, St. Gallen, ein Altarbild und Gemälde im Gewölbe der Apsis von Franz Vettiger aus Uznach (im Jahr 1901) sowie das Chorgestühl von Alfons Noflaner. 1911 gestaltete Karl Leuch aus Zürich die Kanzel und 1912 schnitzten Alois Payer und Franz Wipplinger aus Einsiedeln Apostelfiguren, welche die Ausstattung ergänzten. Nachdem bei der ersten Renovation von 1934 der ursprüngliche Zustand verändert wurde, erhielt die Kirche im Jahr 1956 einen neuen Tabernakel mit der Verkündigungsszene durch Albert Schilling. Im Jahr 1960 gestaltete Pater Xaver Ruckstuhl, Engelberg einen neuen Taufstein.

#### Ausstattung seit 1973
Die prunkvolle neuromanische Innenausstattung der Bauzeit wurde 1972 bis 1973 im Zuge einer umfassenden Renovation unter der Leitung von Josef Riklin durch eine nüchterne Ausstattung ersetzt. Gleichzeitig wurden die Vorgaben der Liturgiekonstitution vom Zweiten Vatikanischen Konzil umgesetzt. Ältester Gegenstand der heutigen Ausstattung ist eine spätgotische Pietà im nördlichen Seitenschiff. Von Albert Schilling stammt das Bronze-Kruzifix im Chor. Der am 26. März 1995 eingeweihte Kreuzweg von Susana Polac – ihr letztes Werk – gilt als besonders wertvolles Zeugnis neuer religiöser Kunst in der Region. Die einzelnen, in Bronze gegossenen Stationen wurden entlang der nördlichen Längswand auf verschiedenen Höhen montiert. Der Betrachter muss sich je nach Position der einzelnen Kreuzwegstation hinaufschauen oder sich bücken.

### Orgel

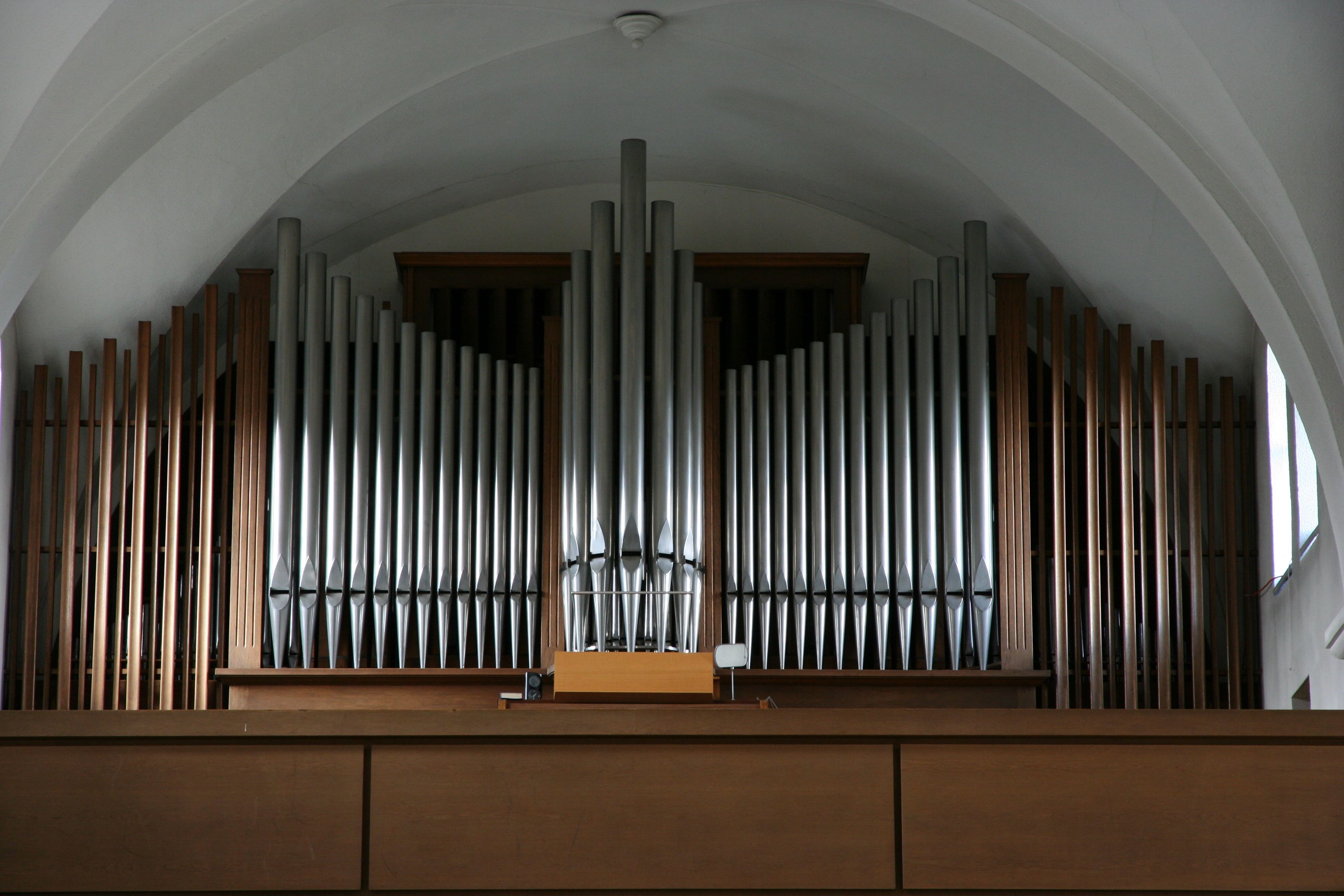
Kuhn-Orgel von 1960

Ihre erste Orgel hatte die Kirche St. Marien im Jahr 1906 erhalten. Es handelte sich um eine pneumatische Membranladenorgel von Carl Theodor Kuhn, Männedorf  mit 18 Registern auf 2 Manualen und Pedal. 1960 wurde die erste Orgel durch einen Neubau der Firma Orgelbau Kuhn AG, Männedorf, ersetzt. Das Instrument verfügt über 26 Register auf 2 Manualen und Pedal. Die Orgel eine mechanische Traktur und eine elektropneumatische Registratur. 1995 erfolgte eine Revision durch Orgelbauer Norbert Stengele, Horgen.
| I Hauptwerk C–g3 |    |
| Principal        | 8′ |
| Rohrflöte        | 8′ |
| Gemshorn         | 8′ |
| Oktave           | 4′ |
| Flöte            | 4′ |
| Oktav            | 2′ |
| Mixtur V-VI      | 2′ |

| II Schwellwerk C–g3 |        |
| Gedackt             | 16′    |
| Suavial             | 8′     |
| Gedackt             | 8′     |
| Salicional          | 8′     |
| Prästant            | 4′     |
| Gedacktflöte        | 4′     |
| Blockflöte          | 4′     |
| Traversflöte        | 4′     |
| Quinte              | 2 ⁄3′  |
| Terz                | 1 3⁄5′ |
| Scharff IV-V        | 1 ⁄3′  |
| Trompete            | 8′     |
| Krummhorn           | 8′     |
| Clairon             | 4′     |
| Tremulant           |        |

| Pedal C–f1              |     |
| Prinzipal               | 16′ |
| Subbass                 | 16′ |
| Zartbass (Transmission) | 16′ |
| Oktave                  | 8′  |
| Spitzflöte              | 4′  |
| Oktav                   | 4′  |
| Fagott                  | 16′ |

- Koppeln: II/I, I/P, II/P
- 2 feste Kombinationen F, TT
- 3 freie Kombinationen
- Registercrescendo
- Absteller Zungen
- Absteller Mixturen
- Einzelabsteller  Mixtur (HW), Trompete (SW), Krummhorn (SW), Fagott (Ped)

## Kapellen der Pfarrei Wädenswil
Neben der Pfarrkirche St. Marien verfügt die katholische Kirchgemeinde Wädenswil über zwei Kapellen:
- Kapelle St. Anna im Wädenswiler Berg
- Bruder Klaus in der Au über zwei weitere moderne Kirchenbauten.